# Palacio de los Acebedo de Hoznayo

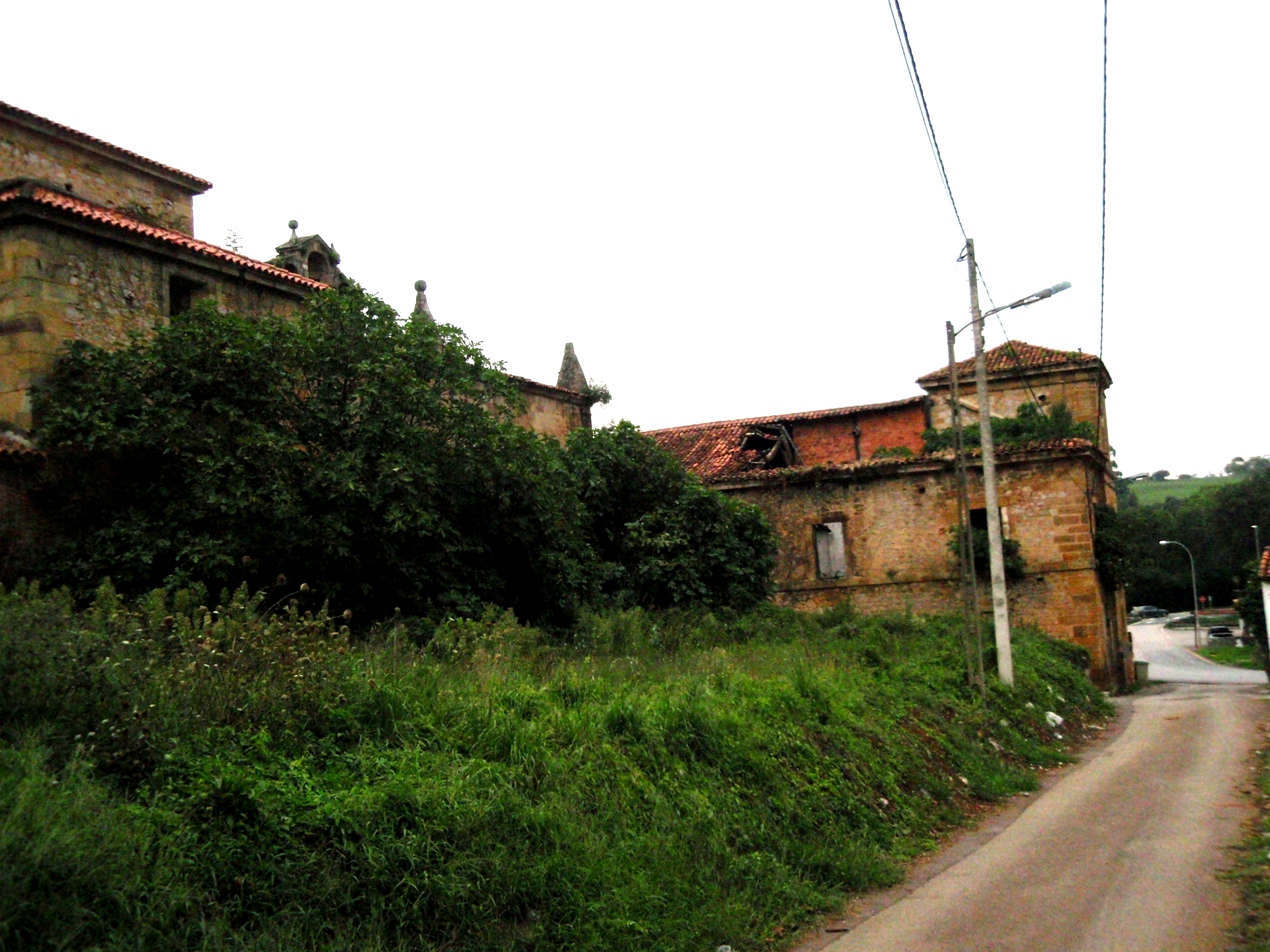
Vista parcial del Palacio de los Acebedos en 2008, entonces claramente deteriorado.

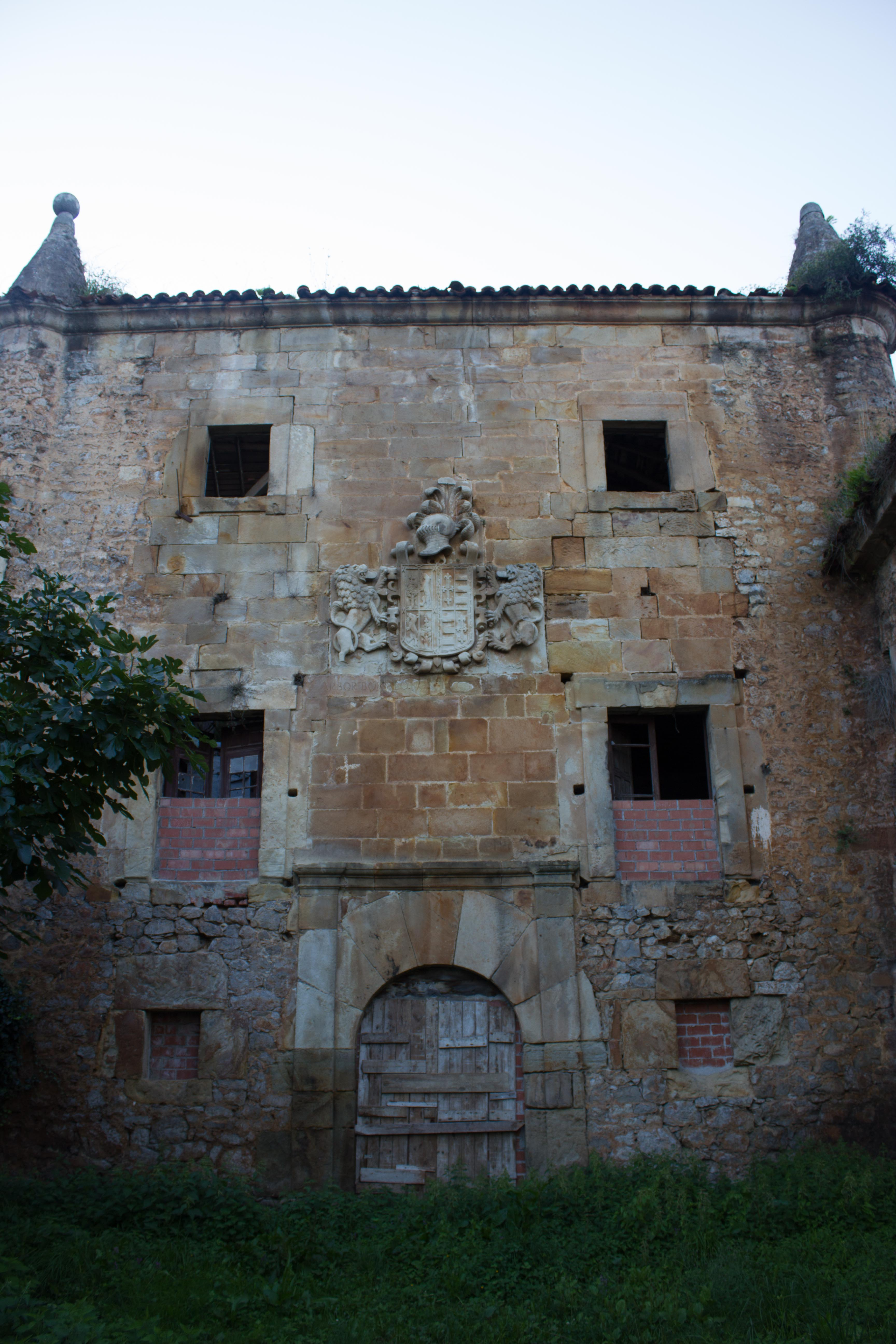
Entrada y blasón.

El palacio de los Acebedo es una obra del arquitecto Juan de Naveda situada en Hoznayo, municipio de Entrambasaguas (Cantabria, España). Fue declarado Bien de Interés Cultural el 20 de febrero de 1979. El entorno de protección se incoó el 30 de julio de 2003 (BOE de 1 de septiembre). Se encuentra en el cruce de Entrambasaguas, junto a la carretera. Se trata de un palacio barroco construido a principios del siglo XVII por encargo del arzobispo de Burgos y presidente del Consejo de Castilla, Fernando de Acevedo, notándose la influencia de la arquitectura herreriana.

## Detalles del edificio
La fachada se organiza con un cuerpo central de dos plantas, dividido en tres secciones por pilastras y con dos torres laterales en sus extremos. La puerta está adintelada y lleva un balcón volado en el centro, ventanas a los lados, y, en las torres, pilastras pareadas, ventanas y escudos.
En la parte trasera del edificio principal y adosado a él, encontramos el torreón, con cuatro machones o cubos circulares y una puerta de medio punto con el lema familiar: Arbor bona, bonos fructus fecit.
Además de los elementos citados, la estructura del palacio se completa con una bella capilla, también de estilo herreriano, bastante grande, con planta de cruz latina, abovedada, y con una espadaña de tres huecos. El estado actual de la capilla, como la del resto del conjunto, fue lamentable durante muchos años, siendo trasladadas la estatuas orantes de los hermanos Acebedo, obra del escultor soriano Gabriel de Pinedo, que se encontraban en su interior, al Palacio de los Hornillos en Las Fraguas (Arenas de Iguña, Cantabria) por los descendientes de los duques de Santo Mauro. Las estatuas correspondían a los hermanos Juan Bautista y Fernando de Acevedo; teniendo también los otros dos hermanos esculturas en la capilla.
En el año 2020 comenzaron las obras de rehabilitación del edificio con el fin de convertirlo en un hotel tras firmarse un convenio de colaboración entre los propietarios (la Fundación Medinaceli) y los hermanos Diego, hosteleros cántabros. Las obras concluyeron en el año 2022.